# آرتیوشینسکایا
آرتیوشینسکایا (به لاتین: Artyushinskaya) یک منطقهٔ مسکونی در روسیه است که در استان آرخانگلسک واقع شده‌است.